# Szőke Adrián
Szőke Adrián (Zenta, 1998. július 1. –) magyar–szerb kettős állampolgárságú, korosztályos válogatott labdarúgó.

## Pályafutása

### Klubcsapatokban
A vajdasági Moholon és Adán kezdett megismerkedni a labdarúgás alapjaival, majd Magyarországon a Tarpa SC és a felcsúti Puskás Ferenc Labdarúgó Akadémián is megfordult. A tóthfalusi Nyers István Labdarúgó Akadémián töltött egy évet és 2014-ben a német Königsdorf, majd az 1. FC Köln akadémiájára került. 2017 nyarától a második csapatban lépett pályára, valamint az U19-es korosztályos bajnokságban. 2017. május 20-án az Alemannia Aachen ellen debütált a német negyedosztályban. Szeptember 9-én első gólját is megszerezte a Westfalia Rhynern csapata elleni bajnoki találkozón.
2019. július 7-én aláírt a holland élvonalban szereplő Heracles Almelo csapatához. Augusztus 4-én mutatkozott be klubban az SC Heerenveen ellen 4–0-ra elvesztett a holland első osztályú bajnoki találkozón, kezdőként 74 percet volt a pályán.
2020. október 28-án gólt lőtt a Telstar elleni kupamérkőzésen, amelyet a Heracles 3–0-ra nyert meg. December 23-án, a Groningen elleni találkozón a bajnokságban is megszerezte első gólját, csapata pedig 1–0-s győzelmet aratott. 2021. január 20-án a Holland Kupában gólt lőtt a Feyenoordnak, de csapata ennek ellenére is kiesett, miután a rotterdami csapat 3–2-re megnyerte a mérkőzést. 2022 június elején klubja bejelentette, hogy nem hosszabbít szerződést vele.

### A válogatottban
2016-ban két mérkőzésen pályára lépett a szerb U18-as labdarúgó-válogatottban.
2019-ben bekerült Gera Zoltán keretébe a magyar U21-es labdarúgó-válogatottban, ahol az első mérkőzésén az északírek ellen gólt szerzett.
2020 augusztusában meghívót kapott Marco Rossi szövetségi kapitánytól a török és az orosz válogatott elleni Nemzetek Ligája mérkőzésekre készülő magyar válogatott 25 fős keretébe.
2021 márciusában Gera Zoltán szövetségi kapitány nevezte őt a 2021-es U21-es labdarúgó-Európa-bajnokságon szereplő magyar válogatott keretébe. A románok ellen 2–1-re elvesztett csoportmérkőzésen az első félidő végén kiállították.

## Statisztika
2022. november 13-i állapotnak megfelelően.
| Klub               | Szezon           | Bajnokság | Bajnokság | Kupa     | Kupa  | UEFA     | UEFA  | Egyéb    | Egyéb | Összesen | Összesen |
| Klub               | Szezon           | Mérkőzés  | Gólok     | Mérkőzés | Gólok | Mérkőzés | Gólok | Mérkőzés | Gólok | Mérkőzés | Gólok    |
| ------------------ | ---------------- | --------- | --------- | -------- | ----- | -------- | ----- | -------- | ----- | -------- | -------- |
| FC Köln II         | 2016–17          | 1         | 0         | —        | —     | —        | —     | —        | —     | 1        | 0        |
| FC Köln II         | 2017–18          | 21        | 3         | —        | —     | —        | —     | —        | —     | 21       | 3        |
| FC Köln II         | 2018–19          | 29        | 12        | —        | —     | —        | —     | —        | —     | 29       | 12       |
| Összesen           | Összesen         | 51        | 15        | 0        | 0     | 0        | 0     | 0        | 0     | 51       | 15       |
| Heracles Almelo    | 2019–20          | 10        | 0         | 0        | 0     | —        | —     | —        | —     | 10       | 0        |
| Heracles Almelo    | 2020–21          | 19        | 1         | 2        | 2     | —        | —     | —        | —     | 21       | 3        |
| Heracles Almelo    | 2021–22          | 10        | 0         | 1        | 0     | —        | —     | 1        | 0     | 12       | 0        |
| Összesen           | Összesen         | 39        | 1         | 3        | 2     | 0        | 0     | 1        | 0     | 43       | 3        |
| Heracles Almelo II | 2019–20          | 15        | 13        | 0        | 0     | —        | —     | —        | —     | 15       | 13       |
| Összesen           | Összesen         | 15        | 13        | 0        | 0     | 0        | 0     | 0        | 0     | 15       | 13       |
| Diósgyőr           |                  |           |           |          |       |          |       |          |       |          |          |
| 2022–23            | 14               | 2         | 1         | 0        | —     | —        | —     | —        | 15    | 2        |          |
| Összesen           | Összesen         | 14        | 2         | 1        | 0     | 0        | 0     | 0        | 0     | 15       | 2        |
| Karrier összesen   | Karrier összesen | 119       | 31        | 4        | 2     | 0        | 0     | 1        | 0     | 124      | 33       |

## Sikerei, díjai
Diósgyőri VTK
- NB II bajnok: 2022–23